# Уинстед (тауншип, Миннесота)
Уинстед (англ. Winsted) — тауншип в округе Мак-Лауд, Миннесота, США. На 2000 год его население составило 987 человек.

## География
По данным Бюро переписи населения США площадь тауншипа составляет 89,6 км², из которых 86,8 км² занимает суша, а 2,9 км² — вода (3,21 %).

## Демография
По данным переписи населения 2000 года здесь находились 987 человек, 330 домохозяйств и 287 семей. Плотность населения — 11,4 чел./км². На территории тауншипа расположено 342 постройки со средней плотностью 3,9 построек на один квадратный километр. Расовый состав населения: 98,68 % белых, 0,10 % азиатов, 0,81 % — других рас США и 0,41 % приходится на две или более других рас. Испанцы или латиноамериканцы любой расы составляли 1,52 % от популяции тауншипа.
Из 330 домохозяйств в 38,5 % воспитывались дети до 18 лет, в 77,0 % проживали супружеские пары, в 4,8 % проживали незамужние женщины и в 13,0 % домохозяйств проживали несемейные люди. 9,7 % домохозяйств состояли из одного человека, при том 5,8 % из — одиноких пожилых людей старше 65 лет. Средний размер домохозяйства — 2,99, а семьи — 3,21 человека.
29,2 % населения — младше 18 лет, 7,0 % — в возрасте от 18 до 24 лет, 30,3 % — от 25 до 44, 23,0 % — от 45 до 64, и 10,5 % — старше 65 лет. Средний возраст — 36 лет. На каждые 100 женщин приходилось 106,1 мужчин. На каждые 100 женщин старше 18 приходилось 109,3 мужчин.
Средний годовой доход домохозяйства составлял 52 778 долларов, а средний годовой доход семьи — 56 563 доллара. Средний доход мужчин — 32 316 долларов, в то время как у женщин — 25 000. Доход на душу населения составил 19 060 долларов. За чертой бедности находились 5,9 % семей и 6,7 % всего населения тауншипа, из которых 8,7 % младше 18 и 5,6 % старше 65 лет.